# GIPC3
GIPC1 (GIPC familija koja sadrži PDZ domen, član 3) je protein koji je kod ljudi kodiran GIPC3 genom. GIPC3 je član GIPC genske familije, koja takođe obuhvata GIPC1 i GIPC2. GIPC3 protein sadrži centralno locirani PDZ domen, sa obe strane koga su GIPC-homologni domeni.

## Funkcija
učestvuje u prijemu i propagaciji akustičkog signala u ćelijama dlake sisarske .

## Interakcije
PDZ domen GIPC familije proteina formira interakcije sa: .

## Literatura
- Vega A; Salas A; Milne RL;  . (2009). „Evaluating new candidate SNPs as low penetrance risk factors in sporadic breast cancer: a two-stage Spanish case-control study.”. Gynecol. Oncol. 112 (1): 210—4. PMID 18950845. doi:10.1016/j.ygyno.2008.09.012.
- Matsuoka S; Ballif BA; Smogorzewska A;  . (2007). „ATM and ATR substrate analysis reveals extensive protein networks responsive to DNA damage.”. Science. 316 (5828): 1160—6. PMID 17525332. doi:10.1126/science.1140321.